# Konidium
Konidium som även kallas konidie eller konidiespor kan ha olika betydelser inom olika organismgrupper.
- Konidium är hos vissa svampgrupper en- eller flercelliga förökningskroppar som bildas genom avsnörning från svampmycel.
- Konidium hos alger och algsvampar är organ som skapar sporer om dessa faller av innan att öppna sig. Detta sker till exempel hos vissa grönalger och bladmögel.[1]
- Konidium hos bakterier är en sorts orörlig spor som bidrar till bakteriens spridning.[2]